# Frans Van Looy
François Van Looy, detto Frans (Merksem, 26 agosto 1950 – 20 settembre 2019), è stato un ciclista su strada e dirigente sportivo belga, professionista tra il 1972 ed il 1982 e attivo come direttore sportivo dal 1983 al 2006.

## Palmarès
- 1972 (Dilettanti)

Gand-Wevelgem
- 1973 (Novy-Romy, tre vittorie)

6ª tappa Vuelta a Levante
1ª tappa Vuelta a Mallorca
1ª tappa Tour du Nord
- 1974 (Flandria-Carpenter, tre vittorie)

Nationale Sluitingsprijs
3ª tappa Critérium du Dauphiné Libére
Schaal Sels
- 1976 (Molteni, due vittorie)

Tour du Limbourg
Leeuwse Pijl
- 1977 (Maes-Mini Flat, cinque vittorie)

Nokere Koerse
Rebecq-Rognon
Nationale Sluitingsprijs
1ª tappa Mandel-Leie-Schelde
Circuit de Neeroeteren
- 1978 (Mini Flat-Boule d'Or, sette vittorie)

Belsele-Puivelde
Circuit de Neeroeteren
Omloop van het Waasland
3ª tappa Driedaagse De Panne - Koksijde
Liedekerkse Pijl
3ª tappa Volta Ciclista a Catalunya
Grote Prijs Jef Scherens
- 1979 (KAS-Campagnolo,  tre vittorie)

Prix de St Amands
2ª tappa Vuelta Ciclista a Aragon
Nationale Sluitingsprijs
- 1980 (Mini Flat-Vermeer Thijs, tre vittorie)

Bruxelles-Ingooigem
Grote 1 Mei-Prijs - Ereprijs Victor De Bruyne
Groote Prijs Alberic Schotte

### Altri successi
- 1972 (Novy-Dubble Bubble)

Baasrode (Criterium)
- 1973 (Novy-Romy)

Grote Prijs Frans Melckenbeeck-Lede (Kermesse)
Gullegem Koerse (Kermesse)
Dentergem (Kermesse)
- 1975 (Molteni)

Beveren-Waas (Kermesse)
Stad Kortrijk (Criterium)
Willebroek (Kermesse)
Mortsel (Kermesse)
- 1976 (Molteni)

Grote Prijs Stadt-Sint Niklaas (Kermesse)
Knokke (Kermesse)
Vrasene (Kermesse)
- 1977 (Maes-Mini Flat)

Gistel (Kermesse)
Ruisbroek (Kermesse)
Acht van Brasschaat (Criterium)
Ronse (Criterium)
Belsele (Kermesse)
Dentergem (Kermesse)
Deerlijk (Criterium)
Baasrode (Criterium)
- 1978 (Mini Flat-Boule d'Or)

Essen (Kermesse)
Kustpijl Knokke Heist (Criterium)
Helchteren (Kermesse)
Grote Prijs Belsele-Puivelde (Kermesse)
Ninove-Prix Victor Standaert (Kermesse)
Lommel (Kermesse)
Sint-Katelijne-Waver (Kermesse)
- 1980 (Mini Flat-Vermeer Thijs)

Boom (Kermesse)
Temse (Kermesse)
Stal-Koersel (Kermesse)
Zele (Kermesse)
Zwevezele (Kermesse)
- 1981 (Vermeer Thijs)

Longwy (Criterium)

## Piazzamenti

### Grandi Giri
- Tour de France

1974: 99º
1979: ritirato
- Giro d'Italia

1976: 71º

### Classiche monumento
- Milano-Sanremo

1974: 26º
1976: 43º
1977: 31º
- Giro delle Fiandre

1974: 56º
1975: 33º
1979: 23º
- Parigi-Roubaix

1975: 16º